# Centre Internacional Escarré per a les Minories Ètniques i Nacionals
El Centre Internacional Escarré per a les Minories Ètniques i les Nacions (CIEMEN) és una associació no-governamental fundada el 1974 per Aureli Argemí i Roca, antic monjo de l'Abadia de Montserrat i antic secretari de l'abat Aureli Maria Escarré i Jané. Promou el coneixement i reconeixement no solament de la realitat nacional catalana, sinó també de les minories nacionals d'arreu del món en general i europees en particular.
Exerceix com a centre de documentació especialitzat en les minories ètniques i les nacions, i organitza conferències i simpòsiums, tant en l'àmbit nacional com en l'àmbit internacional. Publica regularment la revista Europa de les Nacions i ha editat Altres Nacions, on no solament s'han publicat monografies sobre nacions com Occitània, Quebec o altres, sinó des d'on també s'ha difós la situació política i legal de les minories. Va presentar a l'ONU una proposició sobre el dret universal de la llengua pròpia.
També ha promogut la coorganització de la Conferència Mundial de Drets Lingüístics, amb la consegüent Declaració Universal, i el seu Comitè de seguiment, i la Conferència de Nacions Sense Estat d'Europa Occidental (CONSEU).
El CIEMEN forma part de la xarxa Mercator de documentació sobre legislació i drets lingüístics dels 40 milions de ciutadans i ciutadanes que parlen algunes de les llengües minoritzades d'Europa.

## Publicacions
- Minoranze fou una revista publicada a Itàlia i en italià el 1974, dedicada a donar a conèixer la problemàtica de les petites nacionalitats europees. Va publicar dossiers sobre Sardenya, el Friül, la Vall d'Aosta, els arbëreshë i altres minories d'Itàlia. El 1978 fou substituïda per Altres Nacions.
- Altres Nacions fou una revista publicada del 1978 al 1987 dirigida per Aureli Argemí i Roca, que continuà la tasca iniciada amb Minoranze, publicada a l'exili i en italià. Va dur a terme una important tasca de divulgació sobre minories ètniques i nacions sense estat, tot publicant destacats dossiers sobre Occitània, el Quebec, Còrsega, Kosovo, Bòsnia i Hercegovina, la situació lingüística a Gal·les, Irlanda i Flandes.
- Europa de les Nacions és una revista trimestral editada pel CIEMEN des del 1987. Substituí Altres Nacions i, també dirigida per Aureli Argemí i Roca, es proposa fer conèixer la realitat de les nacions sense estat, les minories ètniques i les llengües minoritàries, especialment d'Europa.
- Nationalia des del juliol de 2007, diari digital d'actualitat de les nacions sense estat d'Europa i el món, amb informació diària actualitzada i fitxes monogràfiques de la situació dels diversos pobles i nacions sense estat d'Europa.

## Fons
El 2017, mitjançant un contracte de comodat, el CIEMEN va fer cessió del seu fons bibliogràfic a la Universitat Pompeu Fabra. Aquesta col·lecció està formada per uns 5.000 llibres i opuscles i per 900 col·leccions de publicacions en sèrie, Versa sobre temàtiques relacionades amb nacions i pobles sense estat, drets col·lectius i drets lingüístics, i es circumscriu sobretot a Europa, però també a Amèrica Llatina i Àfrica.